# Juegos Olímpicos de Sankt-Moritz 1948
Los Juegos Olímpicos de Sankt-Moritz 1948, oficialmente conocidos como V Juegos Olímpicos de Invierno, fueron un evento multideportivo internacional celebrado en Sankt Moritz (Suiza). Era la primera vez que se repetía una sede Olímpica. Luego de doce años de interrupción debido a la Segunda Guerra Mundial, los Juegos Olímpicos de Invierno renacieron en Suiza, donde ya se habían celebrado en 1928. 
Todo el evento estuvo envuelto en cuestiones políticas, desde la elección de una ciudad suiza por su neutralidad durante la guerra hasta la exclusión de Japón y Alemania. El comité organizador se topó con dificultades debidas a la falta de dinero y de recursos humanos. Fueron los primeros juegos que se celebraron con Sigfrid Edström en la presidencia del COI.
Participaron 669 atletas —592 hombres y 77 mujeres— de veintiocho países en un total de cuatro deportes, divididos en nueve disciplinas y veintidós pruebas. Asimismo, hubo dos deportes de demostración: la patrulla militar, que pasaría a ser el biatlón, y el pentatlón, que se retiró del programa tras esta edición. Destacaron por sus actuaciones los patinadores artísticos Dick Button y Barbara Ann Scott y el esquiador Henri Oreiller.
La mayor parte de las instalaciones ya existían de antemano, dado que Sankt-Moritz ya había albergado unos juegos de invierno en 1928. Como todas las pruebas se disputaron en el exterior, se dependió mucho de las condiciones meteorológicas.

## Trasfondo
Como estos juegos eran los primeros que se celebraban desde el estallido de la Segunda Guerra Mundial, se les pasó a conocer como «los Juegos de la Regeneración». A Japón y Alemania no se les invitó, puesto que la comunidad internacional aún los repudiaba por su papel en la contienda. Su ausencia fue, sin embargo, corta, ya que regresaron para la edición de 1952. La Unión Soviética no envió ningún atleta, pero sí mandó diez delegados en calidad de observadores para que determinasen cuánto éxito podrían haber tenido sus participantes de haber ido.

### Impacto de la Segunda Guerra Mundial
En un primer momento, la ciudad japonesa de Sapporo había sido la elegida para albergar los Juegos de Invierno de 1940. Sin embargo, los japoneses se negaron a acogerlos en 1938, alegando que su preparación les estaba privando del uso de importantes recursos. El COI optó entonces por Garmisch-Partenkirchen, sede de la edición de 1936, lo que la habría convertido en la única ciudad en repetir. Sin embargo, la invasión alemana de Polonia imposibilitó su celebración en el país germano. Finlandia creía que podría organizar el evento y envió su propuesta al Comité, pero la Unión Soviética invadió el territorio finés y acabó con cualquier esperanza.
Por otra parte, la organización de los Juegos Olímpicos de 1944 se le encomendó a la ciudad italiana de Cortina d'Ampezzo en 1939, pero el proseguir de la guerra hizo esto imposible, de modo que pasó una nueva olimpíada sin juegos. El COI se topó con dos candidaturas para la celebración de los primeros juegos de la posguerra: Lake Placid, en Estados Unidos, y Sankt Moritz, en Suiza. El hecho de que los helvéticos se hubiesen mantenido neutrales durante la contienda ayudó a la hora de tomar la decisión, ya que el principal objetivo consistía en evitar que cualquier país se sintiese molesto.

### Elección de la sede
El Comité Olímpico Internacional (COI) eligió Sankt Moritz para albergar los Juegos de 1948 en la 39.ª sesión, celebrada en Lausana, Suiza, en septiembre de 1946. Dos candidaturas se presentaron al proceso de selección y la de Sankt Moritz fue elegida por delante de la de Lake Placid, situada en Estados Unidos. Esto se debió a que Suiza, país en el que se encontraba la ciudad elegida, había permanecido neutral durante la guerra y también porque ya había albergado este evento en 1928; esto último facilitaba y abarataba en gran medida la organización. Pese a que la ciudad contaba con muchas sedes ya, resultó complicado preparar una olimpiada en menos de dieciocho meses.

## Organización
El Comité Olímpico (Comite Olympique, en francés, CO) estaba compuesto por autoridades locales y miembros del Comité Olímpico Nacional de Suiza (COS). Decidieron dividirse en diferentes subcomités, cada uno de ellos responsable de diferentes aspectos de los juegos. Entre los comités se encontraban el de alojamiento y mantenimiento, el de construcción de sedes, el de finanzas y el de medios de comunicación y publicidad. Los comités locales estrecharon lazos con el gobierno federal suizo y el COI para asegurarse de que la organización de los juegos transcurriera sin problemas. Dado que no existía una villa para los atletas, se les destinó, junto con los oficiales, a diferentes hoteles de la ciudad. Los comités aprovecharon la experiencia que tenían de los Juegos de 1928. La selección de las localizaciones para los diferentes eventos quedó supeditada a las condiciones meteorológicas, dado que todos ellos se celebrarían en el exterior.
Cerca de ochocientas personas se encargaron de retransmitir noticias acerca de la olimpiada destinadas a todo el mundo. La comisión de prensa concedió cerca de quinientos credenciales de prensa. La televisión, sin embargo, no debutaría en unos juegos hasta el año 1956. La cobertura de los de 1948 se pensó de forma diferenciada para periódicos y emisiones de radio. El comité encargado de la organización debía proveer tecnología, así como líneas de teléfono de larga distancia y servicios telegráficos, para ayudar a la prensa a comunicarse con sus centros de control.
Se necesitaron más de 2200 personas para ofrecer los servicios a la prensa, los oficiales y los atletas. Entre estos servicios se incluían los de saneamiento, seguridad y cuidado de las instalaciones. Al comité de organización le resultó difícil ofrecer alojamiento a todas las personas que se desplazaron a Sankt Moritz, dado que la ciudad estaba situada en una región montañosa. Antes del inicio de los juegos se tuvo que completar un gran proyecto para mejorar las infraestructuras de la ciudad y también se construyeron y ensancharon carreteras y estaciones de tren. Asimismo, hubieron de aumentar la capacidad de las alcantarillas de la ciudad. Todos los proyectos tenían que recibir el beneplácito del Gobierno suizo y habían de estar justificadas por su impacto en el éxito de los juegos. Para ayudar al comité de organización, el COI exigió a todas las naciones participantes que elaboraran una lista de todos sus atletas meses antes del inicio de las competiciones, con el objetivo de permitir a los suizos conocer con antelación cuánta gente acudiría.

### Instalaciones
El Stad Olympique de la ciudad albergó las ceremonias de apertura y clausura, así como algunas pruebas de patinaje y patinaje artístico y los partidos por las medallas de hockey sobre hielo. La mayor parte de los partidos de este deporte se disputaron, sin embargo, en los estadios de Suvretta y Kulm. A bobsleigh se jugó en el Olympia Bob Run St. Moritz-Celerina, construido en 1897 y adecuado en 1948, mientras que el skeleton se disputó en la pista de Cresta Run, que comenzó a erigirse en 1885. Las competiciones de salto de esquí tuvieron lugar en el Olympiaschanze, construido en 1927 para los juegos del año siguiente. Las citas alpinas tuvieron lugar en y alrededor de Piz Nair.

### Deportes elegidos
| - Bobsleigh - Combinada nórdica - Esquí alpino |  | - Esquí de fondo - Hockey sobre hielo - Patinaje artístico |  | - Patinaje de velocidad - Salto de esquí - Skeleton |

### Participantes

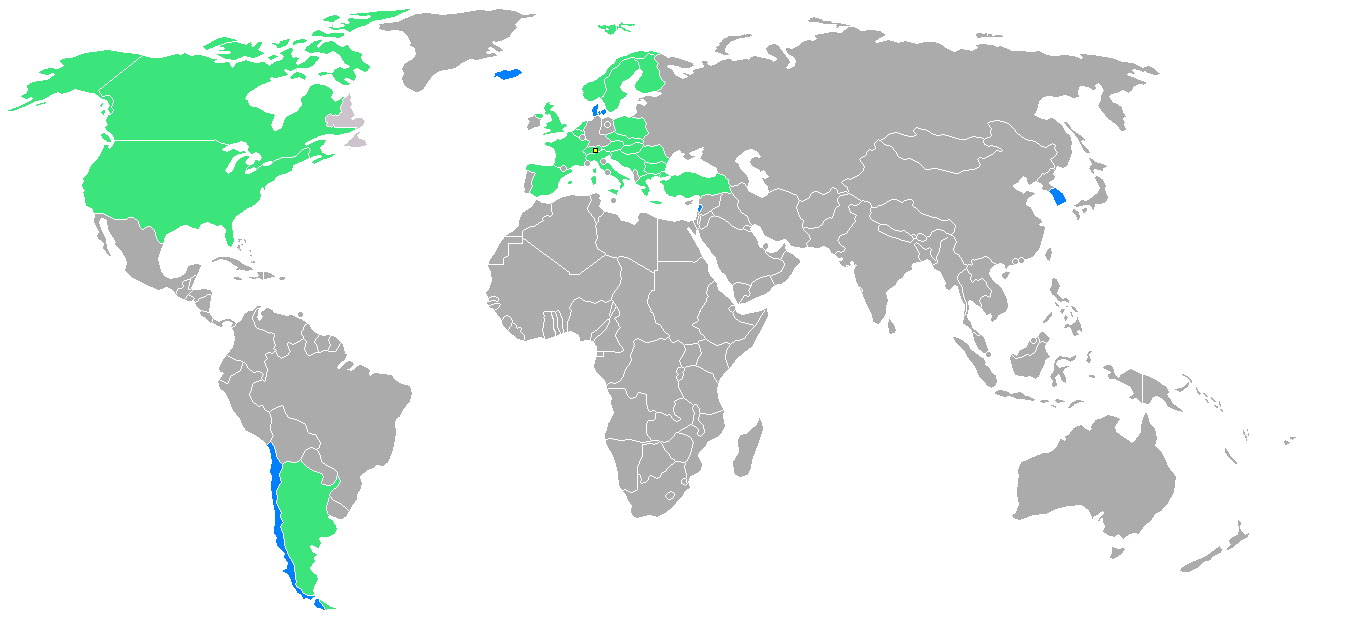
Naciones que participaron en estos juegos.

Veintiocho naciones participaron en esta edición, los mismos que en la anterior, celebrada doce años antes. Chile, Dinamarca, Islandia, Corea del Sur y Líbano debutaban en unos juegos de invierno. A Alemania y Japón no se les invitó por su pertenencia al Eje durante la Segunda Guerra Mundial; sin embargo, Italia, que también había pertenecido a ese bloque, recibió permiso, puesto que había desertado hacia el otro bando en 1943. La Unión Soviética se había anexado Estonia, Letonia y Lituania en 1940, por lo que estas no volvieron a participar como naciones independientes hasta 1992. Argentina regresó a los juegos de invierno tras su ausencia en los de 1932 y 1936, mientras Australia y Luxemburgo, que sí habían tomado parte en los de 1936, no acudieron a estos.
| \| - Argentina (ARG) (9) - Austria (AUT) (54) - Bélgica (BEL) (11) - Bulgaria (BUL) (4) - Canadá (CAN) (28) - Chile (CHI) (4) - Checoslovaquia (TCH) (47) \| - Dinamarca (DEN) (2) - Finlandia (FIN) (24) - Francia (FRA) (36) - Reino Unido (GBR) (55) - Grecia (GRE) (1) - Hungría (HUN) (22) - Islandia (ISL) (4) \| - Italia (ITA) (57) - Corea del Sur (KOR) (3) - Líbano (LIB) (2) - Liechtenstein (LIE) (10) - Países Bajos (NED) (4) - Noruega (NOR) (49) - Polonia (POL) (29) \| - Rumania (ROU) (7) - España (ESP) (6) - Suecia (SWE) (43) - Suiza (SUI) (70) - Turquía (TUR) (4) - Estados Unidos (USA) (69) - Yugoslavia (YUG) (17) \| | | | |
| - Argentina (ARG) (9) - Austria (AUT) (54) - Bélgica (BEL) (11) - Bulgaria (BUL) (4) - Canadá (CAN) (28) - Chile (CHI) (4) - Checoslovaquia (TCH) (47) | - Dinamarca (DEN) (2) - Finlandia (FIN) (24) - Francia (FRA) (36) - Reino Unido (GBR) (55) - Grecia (GRE) (1) - Hungría (HUN) (22) - Islandia (ISL) (4) | - Italia (ITA) (57) - Corea del Sur (KOR) (3) - Líbano (LIB) (2) - Liechtenstein (LIE) (10) - Países Bajos (NED) (4) - Noruega (NOR) (49) - Polonia (POL) (29) | - Rumania (ROU) (7) - España (ESP) (6) - Suecia (SWE) (43) - Suiza (SUI) (70) - Turquía (TUR) (4) - Estados Unidos (USA) (69) - Yugoslavia (YUG) (17) |

## Desarrollo de los juegos

### Calendario
| ● | Ceremonia de apertura |  | Fases previas | ● | Finales de evento | ● | Ceremonia de clausura |

| Enero de 1948 Febrero de 1948 | 30 V | 31 S | 1 D | 2 L | 3 M | 4 X | 5 J | 6 V | 7 S | 8 D | Medallas de oro |
| ----------------------------- | ---- | ---- | --- | --- | --- | --- | --- | --- | --- | --- | --------------- |
| Ceremonias                    | ●    |      |     |     |     |     |     |     |     | ●   |                 |
| Bobsleigh                     |      | ●    |     |     |     |     |     |     | ●   |     | 2               |
| Hockey sobre hielo            |      |      |     |     |     |     |     |     |     | ●   | 1               |
| Patinaje artístico            |      |      |     |     |     |     | ●   | ●   | ●   |     | 3               |
| Patinaje de velocidad         |      | ●    | ●   | ●   | ●   |     |     |     |     |     | 4               |
| Esquí alpino                  |      |      |     | ●   |     |     | ●   |     |     |     | 6               |
| Esquí de fondo                |      | ●    |     |     | ●   |     |     | ●   |     |     | 3               |
| Skeleton                      |      |      |     |     | ●   |     |     |     |     |     | 1               |
| Combinada nórdica             |      |      |     | ●   |     |     |     |     |     |     | 1               |
| Salto de esquí                |      |      |     |     |     |     |     |     |     | ●   | 1               |
| Total de medallas de oro      |      | 3    | 1   | 6   | 3   |     | 3   | 2   | 2   | 2   | 22              |
| Total acumulado               |      | 3    | 4   | 10  | 13  | 13  | 16  | 18  | 20  | 22  |                 |

### Hockey sobre hielo
Canadá se impuso en el torneo de hockey sobre hielo, que consiguió su quinta medalla de oro. Le acompañaron en el podio Checoslovaquia y Suiza. El torneo, sin embargo, estuvo a punto de suspenderse, ya que llegaron a la ciudad dos equipos diferentes, ambos queriendo representar a los Estados Unidos; el Amateur Athletic Union (AAU) contaba con el apoyo del Comité Olímpico Estadounidense, mientras que la Federación Internacional de Hockey sobre Hielo se lo brindó a la Amateur Hockey Association (AHA). El Comité Olímpico Internacional decidió que ninguno de los dos compitiera, pero el comité encargado de la organización de los juegos permitió al AAU marchar en la ceremonia de apertura y al AHA jugar de manera extraoficial; esto es, sin tener la posibilidad de conseguir medallas.

### Esquí de fondo
106 esquiadores de quince naciones participaron en las pruebas de esquí de fondo, que fueron la de 50 kilómetros, la de 18 y la de 4x10, de relevos. Las mujeres, sin embargo, no tuvieron la posibilidad de tomar parte en estos juegos. El sueco Martin Lundström se hizo con dos medallas de oro, ya que se impuso en la carrera de 18 kilómetros y formó parte del equipo sueco de relevos. En total, los suecos se hicieron con siete de las quince medallas de las pruebas nórdicas, mientras que el resto se las repartieron entre Noruega y Finlandia.

### Salto de esquí
Los noruegos dominaron la prueba de salto de esquí. Cabe destacar el caso de Birger Ruud, que se había hecho con la medalla de oro en las ediciones de 1932 y 1936. Tras doce años sin olimpiadas a causa de la Segunda Guerra Mundial, contaba ya con 36 años, se había retirado y ahora se dedicaba a dirigir al equipo de su país. Sin embargo, cuando llegó a Sankt-Mortiz decidió competir una vez más y consiguió la medalla de plata. Sus compatriotas Petter Hugsted y Thorleif Schjelderup se hicieron con las de oro y bronce, respectivamente.

## Medallero
| Núm. | País           | Oro | Plata | Bronce | Total |
| ---- | -------------- | --- | ----- | ------ | ----- |
| 1    | Noruega        | 4   | 3     | 3      | 10    |
| 1    | Suecia         | 4   | 3     | 3      | 10    |
| 3    | Suiza          | 3   | 4     | 3      | 10    |
| 4    | Estados Unidos | 3   | 4     | 2      | 9     |
| 5    | Francia        | 2   | 1     | 2      | 5     |
| 6    | Canadá         | 2   | 0     | 1      | 3     |
| 7    | Austria        | 1   | 3     | 4      | 8     |
| 8    | Finlandia      | 1   | 3     | 2      | 6     |
| 9    | Bélgica        | 1   | 1     | 0      | 2     |
| 10   | Italia         | 1   | 0     | 0      | 1     |
| 11   | Hungría        | 0   | 1     | 0      | 1     |
| 11   | Checoslovaquia | 0   | 1     | 0      | 1     |
| 13   | Reino Unido    | 0   | 0     | 2      | 2     |

### Máximos medallistas
| Atleta              | País                 | Deporte        | Gold | Silber | Bronze | Total |
| Henri Oreiller      | Francia (FRA)        | Esquí alpino   | 2    | 0      | 1      | 3     |
| Martin Lundström    | Suecia (SWE)         | Esquí de fondo | 2    | 0      | 0      | 2     |
| Trude Jochum-Beiser | Austria (AUT)        | Esquí alpino   | 1    | 1      | 0      | 2     |
| Gretchen Fraser     | Estados Unidos (USA) | Esquí alpino   | 1    | 1      | 0      | 2     |
| Nils Östensson      | Suecia (SWE)         | Esquí de fondo | 1    | 1      | 0      | 2     |

## Cobertura de Prensa
El centro de prensa se instaló en el Hotel du Lac de St. Moritz-Bad. La empresa estatal de correos y telecomunicaciones PTT se encargó de instalar allí el equipamiento técnico. La Comisión de Prensa otorgó 498 acreditaciones a periodistas de prensa de 38 países. 
Por primera vez, la televisión estuvo presente en los Juegos Olímpicos de Invierno, representada por cuatro emisoras: la British Broadcasting Corporation (BBC) y las tres empresas estadounidenses National Broadcasting Company (NBC), Columbia Broadcasting System (CBS) y DuMont Graphic House.
20 empresas de Estados Unidos, Gran Bretaña y Francia produjeron reportajes cinematográficos. La productora cinematográfica suiza Condor Film rodó su documental Olympia St. Moritz en 1948 bajo la dirección de Heinrich Fueter y Georges Alexath y el camarógrafo Robert D. Garbade.

### Citas
1. ↑  «Factsheet: The Winter Olympic Games» (pdf) (en inglés). Comité Olímpico Internacional. octubre de 2013. Consultado el 26 de enero de 2014.
2. ↑  «Did you know?» (en inglés). Juegos Olímpicos de Pekín de 2008. Archivado desde el original el 29 de septiembre de 2009. Consultado el 11 de julio de 2018.
3. ↑  Judd, 2008, p. 26.
4. 1 2 3 4  Findling y Pelle, 2004, p. 315.
5. ↑  Comité Olímpico de Suiza, 1948, p. 13.
6. 1 2 3 4  Guttman, 2002, p. 74.
7. ↑  «Archive - Past elections» (en inglés). GamesBids. Consultado el 11 de julio de 2018.
8. ↑  Comité Olímpico de Suiza, 1948, p. 7.
9. 1 2 3  Comité Olímpico de Suiza, 1948, p. 17.
10. ↑  Comité Olímpico de Suiza, 1948, p. 8.
11. ↑  Comité Olímpico de Suiza, 1948, pp. 9-10.
12. ↑  Comité Olímpico de Suiza, 1948, p. 24.
13. ↑  Comité Olímpico de Suiza, 1948, p. 15.
14. 1 2 3 4  Comité Olímpico de Suiza, 1948, p. 25.
15. 1 2  Comité Olímpico de Suiza, 1948, p. 19.
16. 1 2  Comité Olímpico de Suiza, 1948, p. 11.
17. ↑  «Ice Hockey at the 1948 Sankt Moritz Winter Games: Men's Ice Hockey» (en inglés). SportsReference. Archivado desde el original el 18 de abril de 2020. Consultado el 13 de julio de 2018.
18. ↑  Findling y Pelle, 2004, p. 316.
19. ↑  Findling y Pelle, 2004, p. 317.
20. ↑  Judd, 2009, p. 229.
21. ↑  Wright, 2001, p. 903.
22. ↑  Comité Olímpico de Suiza, 1948, p. 47.
23. ↑  «Sankt-Moritz 1948 Winter Olympics - Athletes» (en inglés). International Olympic Committee. Consultado el 12 de julio de 2018.
24. ↑  «Olympia St. Moritz».
25. ↑  «Olympia St. Moritz 1948 - 1948». Filmweb.no (en noruego). Consultado el 12 de septiembre de 2023.